# Cerkiew Zaśnięcia Najświętszej Maryi Panny w Legnicy
Cerkiew Zaśnięcia Najświętszej Maryi Panny w Legnicy – legnicka cerkiew greckokatolicka. Jest nowoczesną świątynią wybudowaną w latach 1998-2008 według projektu Jacka Mermona. Wewnątrz świątyni mieści się współczesny ikonostas. Świątynia mieści się przy ulicy Wrocławskiej 180.
Parafia greckokatolicka w Legnicy istnieje od 1957 roku. Należy do eparchii wrocławsko-koszalińskiej.